# Royal London Hospital
Le Royal London Hospital est un centre hospitalier britannique situé au centre de Londres dont l'origine remonte aux années 1740.
Il a été fondé en septembre 1740 et s'appelle alors London Infirmary. Son nom change pour London Hospital en 1748. Il prend le nom de « Royal London Hospital » en 1990, lorsque la reine Élisabeth II le visite en l'honneur du 250e anniversaire de sa fondation. 
Originellement, les premiers patients sont traités à partir de novembre 1740 dans une maison de soins située sur Featherstone Street dans le quartier Moorfields. En mai 1741, l'hôpital déménage sur Prescot Street et y reste jusqu'en 1757, pour s'établir à son endroit actuel situé sur Whitechapel Road dans le district de Whitechapel du borough londonien de Tower Hamlets. Le corps de ce nouveau bâtiment principal est l'œuvre de l'architecte Boulton Mainwaring dont les plans remontent à 1751. La capacité d'alors est de 300 lits.
L'un des patients a été Joseph Merrick, en 1886, dont le squelette est conservé dans les archives de l'hôpital mais non exposé ; on y trouve également le dossier des autopsies liées aux crimes de Jack l'Éventreur, ainsi que celui d'Edith Cavell, qui y travailla.   
De nombreuses extensions sont progressivement ajoutées au fil des décennies suivantes. Un bâtiment, construit au coût de 1 milliard de livres, ouvre ses portes en février 2012. Le Royal London Hospital offre des soins de santé généraux aux résidents de la Cité de Londres et du borough londonien de Tower Hamlets. Il offre également des traitements spécialisés aux patients ayant besoin de soins dits tertiaires. En 2014, l'hôpital abrite 675 lits, 110 pavillons et 26 salles d'opération, ainsi qu'une unité d'enseignement. 
Depuis 2014, l'hôpital est géré par le Barts Health NHS Trust (en) et le coût de fonctionnement mensuel moyen est de 6,5 millions de £.

## Personnalités en lien avec l'hôpital
- Annie Brewster, infirmière du service d'ophtalmologie de 1888 à 1902.